# Lucilla
Lucilla é um gênero de gastrópodes da família dos punctídeos.

## Espécies
O gênero Lucilla inlcui as seguintes espécies:
- Lucilla scintilla (Lowe, 1852)
- Lucilla singleyana (Pilsbry, 1889)